# Дитиоциан
Дитиоциан (тиоциан, диродан, родан) — химическое соединение с формулой (SCN)2, структурная формула — N≡C–S–S–C≡N. Представляет собой белое твёрдое вещество (tпл = −2 °C), при комнатной температуре быстро полимеризующееся в красный паратиоциан (SCN)т. Легко растворяется в воде с частичным разложением, в присутствии растворённого кислорода разлагается заметно быстрее, растворяется в четырёххлористом углероде и сероуглероде. Наряду с дицианом и оксоцианогеном (NC–O–O–CN) является псевдогалогенным соединением-21.

## Методы получения
Простейшие методы получения дитиоциана заключаются в мягком окислении тиоцианатов (роданидов) металлов иодом, бромом, водным раствором хлора, диоксидом марганца, солями меди(II) при пониженной температуре (около 0°С):
{\displaystyle {\ce {2KNCS + I2 -> 2KI + (SCN)2}}}
{\displaystyle {\ce {2KNCS + 2H2SO4 + MnO2 -> (SCN)2 + MnSO4 + 2H2O + K2SO4}}}
{\displaystyle {\ce {2CuSO4 + 4KSCN -> 2CuSCN + (SCN)2 + 2K2SO4}}}
Последняя реакция сульфата меди(II) с роданидом калия с образованием дитиоциана и выпадающего в осадок роданида меди(I) аналогична реакциям окисления иодидов под действием солей меди(II) до свободного иода с образованием нерастворимых солей меди(I). Это химическое свойство, а также некоторая структурная аналогия молекул (NCS–SCN и I–I) позволяет отнести дитиоциан к псевдогалогенам.

## Химические свойства
При комнатной температуре (более 20°С) быстро полимеризуется, превращаясь в паратиоциан:
{\displaystyle {\ce {n(SCN)2 -> 2(SCN)_{n}}}}
Медленный гидролиз тиоциана ведёт к образованию синильной, роданистоводородной и серной кислот:
{\displaystyle {\ce {3(SCN)2 + 4H2O -> HCN + 5HNCS + H2SO4}}}
{\displaystyle {\ce {(SCN)2 + O2 + 2H2O -> HCN + HNCS + H2SO4}}}
Сильные окислители превращают дитиоциан в углекислый газ, серную кислоту и аммонийную соль:
{\displaystyle {\ce {(SCN)2 + 16HNO3 -> 2H2SO4 + 2CO2 + 2NH4NO3 + 14NO2 + 2H2O}}}
Реакции с щелочными металлами ведут к образованию соответствующих роданидов:
{\displaystyle {\ce {(SCN)2 + 2Na -> 2NaSCN}}}
Аналогично поведению иода и иодидов, тиоциан образуют трис(тиоцианатный) комплекс в концентрированном растворе тиоцианата:
{\displaystyle {\ce {(SCN)2 + KSCN <=> K[(SCN)3]}}}
Дитиоциан окисляет иодиды до молекулярного иода:
{\displaystyle {\ce {(SCN)2 + 2KI -> I2 + 2KSCN}}}
Дитиоциан присоединяется по двойной свзяи алкенов с образованием α,β-дитиоцианатов: 348.